# 선형 (노선)
선형(線形, alignment 또는 Geometric design)은 도로와 철도 등의 노선의 형상이다.
도로와 철도가 출발지(시점 또는 기점)에서 목적지(종점)로 연결할 때, 일반적으로 그 노선의 형상이 직선만으로 구성되거나 노선의 전구간이 평탄하지 않다. 노선의 중간에 장애물이 존재하면, 그것을 피하기 위해 곡선구간을 추가하고 고저차가 있는 경우는 노선에 경사를 마련할 필요가 있다. 이러한 노선의 형상을 선형이라고 한다.
선형은 평면적인 직선과 곡선의 조합을 나타내는 평면선형과 노선에 따라 경사를 나타내는 종단선형 외에도 곡선구간에서 차량이 원활하게 주행할 수 있도록 설치되는 편경사 선형 등이 존재하며 이들을 개별적으로 선형 요소라고 정의한다.

## 중요성
도로 설계, 시공의 기본이 되는 것이 도로의 선형이다. 도로가 완성되고 나면 선형을 바꾸는 것은 거의 불가능하다. 자동차 주행의 안정성에 영향을 주기도 하며, 도로 교통량에도 영향을 준다. 선형의 결정에 따라 주변 토지의 이해가 관계되므로 선형 결정에는 종합적인 판단이 필요하다. 운전자의 입장에서 보았을 때 도로 선형은 심리적인 안정감에 영향을 끼친다. 도로 주위의 경관과도 관계를 맺고 있으며, 시공 시 경제적인 문제와도 관련이 있다.

## 평면 선형
평면 선형(平面線形, Alignment)은 노선의 평면적인 형상을 나타내는 선형 요소이다. 직선, 원곡선, 완화곡선으로 이루어진다.
평면선형을 설계할 때는 노선의 계획교통량을 기준으로 규격을 마련한다. 계획교통량(design traffic volume)이란 자동차가 같은 방향, 같은 노선에서 주행할 경우 어떤 지점에서 통과 대수를 말한다. 장래의 연평균 일교통량을 의미한다. 기존 도로의 현재 교통량, 장래 증가 교통량을 고려해서 결정하는 값이다.
평면곡선은 곡선의 변화에 따라 단곡선, 복곡선, 반향곡선, 배향곡선으로 나눈다.
- 단곡선
- 복곡선
- 반향곡선
- 배향곡선(hair pin curve)

### 직선과 곡률 반경과 곡률
평면 선형의 기본은 직선과 원호 곡선이며, 모두 원호 반경 R을 가지고 보여준다. 반경 R 이 작을 수록 가파른 곡선이며, 직선에서는 R=∞(무한대)가 된다. 또한 평면 선형은 곡률 k 로 나타낼 수도 있으며, 반경의 역수로서 k =1 / R 의 관계에 있다. 따라서 곡률이 클수록 급곡선이며, 직선의 곡률은 k = 0이 된다.
직선은 가장 단순하고 시거가 좋고 설계하기가 쉬운 선형이다. 직선을 너무 많이 주면 운전자가 방심하거나 과속하여 사고가 날 위험성이 있다. 직선을 길게 쓰는 경우는 추월거리를 길게 주고 싶을 때, 터널 또는 교량의 방재면에서가 있다.

### 평면곡선반경
도로를 설계할 때는 필연적으로 곡선 구간이 있게 된다. 도로의 선형을 설계할 때는 곡선부에서도 차량이 안정적으로 주행할 수 있도록 차량동역학적 측면을 고려해 곡선부의 최소곡선반경이나 편경사, 마찰계수를 적절히 규정해야 한다. 도로 설계가 잘못되었거나 차량이 너무 빠르게 주행하면 평면곡선부를 주행할 때 발생하는 원심력으로 인해 언더스티어와 오버스티어 같은 상황이 발생해 곡선부 바깥쪽으로 미끄러지거나 전도할 위험이 있다.
평면 곡선부를 주행하는 운전자의 안전성과 쾌적성을 확보하기 위하여 설계속도에 따른 최소 평면곡선반경을 규정하는데 평면 곡선부를 주행하는 차량이 원심력에 의해 곡선부 바깥쪽으로 미끄러지지 않을 최소 평면곡선반경의 산정식과 계산값은 다음과 같다.
{\displaystyle R={\frac {V^{2}}{127(e+f)}}} ({\displaystyle R} : 최소 평면곡선반경 (m), {\displaystyle V} : 설계속도 (km/h), {\displaystyle e} : 편경사(%), {\displaystyle f} : 횡방향 미끄럼 마찰계수)
| 설계속도 km/h | {\displaystyle f} | 최대편경사와 최소 평면곡선반경 (m) | 최대편경사와 최소 평면곡선반경 (m) | 최대편경사와 최소 평면곡선반경 (m) |
| ------------- | ----------------- | ---------------------------------- | ---------------------------------- | ---------------------------------- |
| 설계속도 km/h | {\displaystyle f} | 6%                                 | 7%                                 | 8%                                 |
| 120           | 0.10              | 710                                | 670                                | 630                                |
| 100           | 0.11              | 460                                | 440                                | 420                                |
| 80            | 0.12              | 280                                | 265                                | 250                                |
| 60            | 0.14              | 140                                | 135                                | 130                                |
| 50            | 0.16              | 90                                 | 85                                 | 80                                 |
| 40            | 0.16              | 60                                 | 55                                 | 50                                 |

### 원곡선
곡률반경 R의 역수 1/R이 일정한 선형을 원곡선이라고 한다. 노선의 방향을 변경할 때 쓴다. 원곡선은 안전성을 위해 완만하고 반경이 큰 원호로 한다. 곡률이 크고 곡선반경이 작은 선형은 위험할 수 있다.
원곡선으로 설계할 때는 지형과 여건에 따라 R과 I를 정하고 시작한다. 즉 나머지 부분들의 치수와 각도는 R과 I로 유도할 수 있다는 것이다. 각 부분의 명칭과 식은 다음과 같다.
- BC : 원곡선 시점(Beginning of Curve)
- EC : 원곡선 종점(End of Curve)
- IP : 교선점(Intersection Point)
- R : 반경(Radius)
- TL : 접선길이(Tangent Length)

{\displaystyle TL=R\tan {\frac {I}{2}}}
- E : 외할(External Secant)

{\displaystyle E=R(\sec {\frac {I}{2}}-1)}
- M : 중앙종거(Middle ordinate)

{\displaystyle M=R-R\cos {\frac {I}{2}}=R(1-\cos {\frac {I}{2}})}
- SP : 곡선중점(Secant Point)
- CL : 곡선길이(Curve Length)

{\displaystyle CL=R\cdot I=R\cdot I\times {\frac {\pi }{180^{\circ }}}=R\cdot I\cdot 0.01745}
- L : 장현(Long chord)

{\displaystyle L=2R\sin {\frac {I}{2}}}
- l : 현 길이(chord length)
- c : 호 길이(arc length)
- I : 교각(Intersection angle)
- δ : 편각(deflection angle)
- θ : 중심각(central angle)
- {\displaystyle {\frac {I}{2}}} : 총편각(total deflection angle)

### 완화곡선

완화곡선의 일종인 클로소이드

완화곡선은 도로 선형을 설계할 때 시점 및 종점에서 접속하는 노선의 곡률과 동일한 곡선을 말한다. 완화곡선을 설치하는 이유는 예를 들어 직선부에서 원곡선부로 차량이 이동할 때 물리적, 심리적으로 위축되어 속도를 줄이지 않고 쾌적하게 이동하게끔 하기 위해서이다. 대표적으로 클로소이드 곡선이 있다.
완화곡선은 운전자가 평면곡선부 주행에 적응하도록 적정한 길이의 완화곡선을 설치하는데 그 산정식은 다음과 같다.
{\displaystyle L={\frac {V}{3.6}}t} ({\displaystyle L} : 완화곡선장 (m), {\displaystyle V} : 설계속도 (km/h), {\displaystyle t} : 주행시간 (2초))
| 설계속도 (km/h) | 120 | 110 | 100 | 90 | 80 | 70 |
| --------------- | --- | --- | --- | -- | -- | -- |
| 완화곡선장 (m)  | 70  | 65  | 55  | 50 | 45 | 40 |

## 종단 선형
종단 선형(縱斷線形, Profile)은 노선의 높낮이의 형상을 나타내는 선형 요소이다. 직선, 원곡선, 포물선으로 구성한다.

### 길이, 반경
종곡선 길이 L은
{\displaystyle L=3.6(i_{1}-i_{2})v^{2}}
i1 : 시점 경사
i2 : 종점 경사
v : 차량속도
만약 여기서 i1 - i2를 경사차의 절댓값 G로 정의한다면
{\displaystyle i_{1}-i_{2}={\frac {m-n}{100}}={\frac {G}{100}}}
{\displaystyle L={\frac {G}{360}}v^{2}}
{\displaystyle R={\frac {L}{S}}={\frac {v^{2}}{3.6}}}

### 구배
| 설계속도(킬로미터/시) | 종단구배 | 종단구배      |
| 설계속도(킬로미터/시) | 표준     | 부득이한 경우 |
| --------------------- | -------- | ------------- |
| 120                   | 3        | -             |
| 100                   | 3        | 5             |
| 80                    | 4        | 6             |
| 70                    | 4        | 6             |
| 60                    | 5        | 7             |
| 50                    | 6        | 9             |
| 40                    | 7        | 10            |
| 30                    | 8        | 11            |
| 20                    | 10       | 13            |

노선이 높이가 다른 두 점을 이을 때 그 사이의 노선은 기울기(경사)를 가지게 된다. 이 기울기는 편경사와 구별을 하기 위해 종단 구배라고 부른다.
경사의 정도는 일반적으로 백분율 또는 천분율을 이용하여 나타낸다. 도로의 구배는 백분율을 사용하는 것이 일반적이며, 구배가 5%이면 수평으로 100 m 진행할 경우 5 m의 고저차를 갖는 경사를 의미한다. 한편, 도로에 비해 경사가 작은 철도의 경우에는 천분율을 가지고 나타내며 구배가 10퍼밀(‰)이면 수평으로 1000m 진행될 경우 10 m의 고저차를 갖는 경사를 의미한다. 또한 경사가 0, 즉 평탄할 경우에는 레벨(Level)이라고 부른다.
큰 기울기는 차량의 속도에 영향을 준다. 가파른 오르막은 차량의 가속에 부담을 주고, 가파른 내리막은 브레이크의 효과가 나빠질수 있기에 고속 주행에 적합하지 않다. 따라서 노선의 설계 속도에 따라 경사의 최저값이 설정되는 것이 일반적이다. 또한 평면의 선형과 마찬가지로 지형지물에 따른 불가피하게 가파른 경사를 둬야하는 경우에는 주행 속도에 제한을 두어야만 한다.

### 원곡선
원곡선 종단곡선 방정식은 원래
{\displaystyle y={\frac {x^{2}}{2R}}\cos \theta _{1}}
y : 종거
θ1 : 오르막 경사각
이지만 θ1이 아주 작은 경우가 보통이다. 따라서
{\displaystyle y={\frac {x^{2}}{2R}}}
으로 쓸 수 있다.

### 포물선
포물선의 종단곡선 방정식은
{\displaystyle y={\frac {1}{2L}}(i_{1}-i_{2})x^{2}}
y : 종거
i1 : 오르막 경사{\displaystyle (i_{1}=\tan \theta _{1})}
i2 : 내리막 경사{\displaystyle (i_{2}=\tan \theta _{2})}
A : 종곡선 시점
B : 종곡선 종점
L : 종곡선 길이

## 횡단 선형
횡단선형은 직선, 포물선, 쌍곡선으로 구성된다.

## 편경사 선형

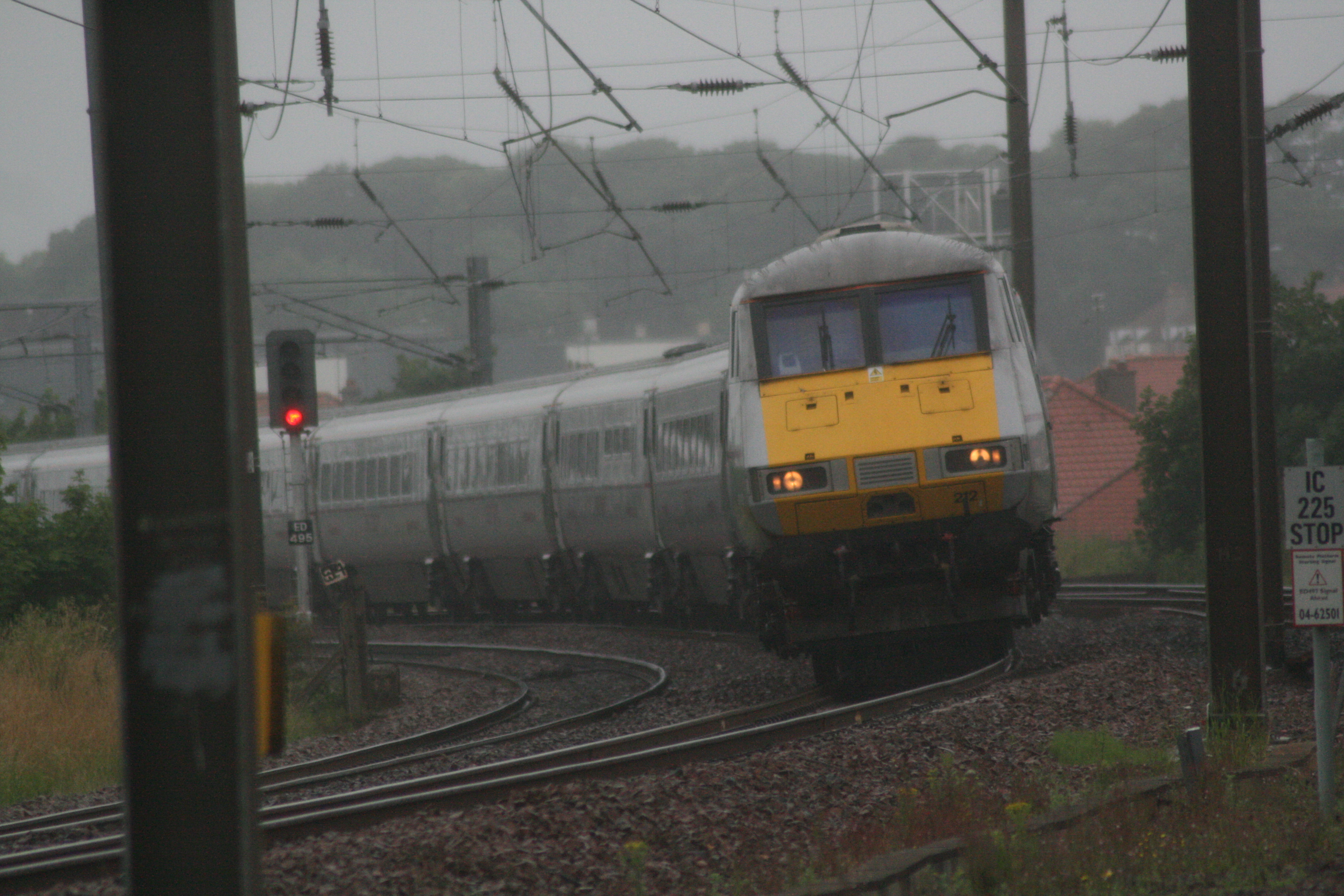
철도에서의 편경사

평면 선형에서 곡선부를 주행하는 차량은 원심력에 의해 차량이 곡선 중심에서 바깥쪽으로 밀려나가는 현상이 발생한다. 과도한 원심력은 승차감을 저해하고 안정된 주행에 악영향을 준다. 따라서, 곡선부의 안쪽의 높이를 낮추고, 곡선부 바깥쪽의 높이를 올리는 등으로 노선이 차량의 원심력과 반대 방향의 기울기를 제공하여 차량이 곡선부 주행을 원활하도록 설계한다. 이를 편경사, 편구배(Cant)라고 한다.
도로에서는 노면의 전체를 곡선의 안쪽으로 기울여서 시공한다. 이를 편경사 또는 뱅크(Bank)라고 부르며 편경사는 종단 구배와 같이 백분율(퍼센트)로 나타낸다. 한편 철도에서는 곡선의 안쪽과 바깥쪽 레일에 고저차를 주어 시공하여 유사한 효과를 나타낸다. 이를 캔트(Cant)라고 부른며 레일의 고저차로 나타낸다.

## 철도의 곡선선형

영동선 스위치백 구간의 반경 300m 곡선

열차는 구조상 자동차와 같이 급커브를 돌 수 없으며, 보통의 커브는 곡선 반경이 250 m 이상으로 되어 있다. 또한, 차량의 원심력에 균형이 맞도록 외측의 레일을 높이 하고 있으며, 이것을 캔트(cant)라고 한다. 곡선 통과시에는 원심력이 작용하여 최악의 경우 전복의 위험이 있으므로 곡선 선로에는 제한 속도가 걸려 있다. 예를 들어, 2005년 발생한 JR 후쿠치야마선 탈선 사고에서는 70 km/h의 제한속도가 걸린 반경 304 m의 우향 곡선에 116 km/h 로 진입하여 열차가 탈선하는 사고가 발생했다. 대한민국의 철도에서는 곡선에서의 열차 최고속도를 선로 조건에 따라 다음과 같이 정하고 있다.
{\displaystyle V=2.8} ~ {\displaystyle 4.5{\sqrt {R}}} ({\displaystyle V} = 곡선 제한속도 (Km/h) {\displaystyle R} = 곡선 반경 (m))
| 곡선반경 (m)                                                                 | 곡선반경 (m) | 200-250   | 250-300   | 300-350   | 350-500    | 450-550    | 550-650     | 650-750     | 750-850     | 850-950     | 1000  | >1200      |
| 등급                                                                         | 노선 | 200-250   | 250-300   | 300-350   | 350-500    | 450-550    | 550-650     | 650-750     | 750-850     | 850-950     | 1000  | >1200      |
| ---------------------------------------------------------------------------- | --- | --------- | --------- | --------- | ---------- | ---------- | ----------- | ----------- | ----------- | ----------- | ----- | ---------- |
| {\displaystyle V=2.8{\sqrt {R}}}로 산정했을 때의 이론적 곡선 제한속도 (km/h) | {\displaystyle V=2.8{\sqrt {R}}}로 산정했을 때의 이론적 곡선 제한속도 (km/h)                                                                                               | 39.5-44.2 | 44.2-48.4 | 48.4-52.4 | 52.4-62.6  | 59.3-65.7  | 65.7-71.3   | 71.3-76.7   | 76.7-81.6   | 81.6-86.3   | 88.5  | 97.0 이상  |
| {\displaystyle V=4.5{\sqrt {R}}}로 산정했을 때의 이론적 곡선 제한속도 (km/h) | {\displaystyle V=4.5{\sqrt {R}}}로 산정했을 때의 이론적 곡선 제한속도 (km/h)                                                                                               | 63.6-71.1 | 71.1-77.9 | 77.9-84.2 | 84.2-100.6 | 95.4-105.5 | 105.5-114.7 | 114.7-123.2 | 123.2-131.1 | 131.1-138.6 | 142.3 | 155.9 이상 |
| 2 급 선                                                                      | 경부 제1본선 | -         | -         | -         | 90         | 100        | 110         | 115         | 125         | 130         | 135   | 140        |
| 2 급 선                                                                      | 호남선 (익산-목포), 전라선 (신리-동순천) | -         | -         | -         | 90         | 100        | 110         | 115         | 125         | 130         | 140   | 150        |
| 2 급 선                                                                      | 분당선 |           |           |           | 75         | 85         | 90          | 100         |             |             |       |            |
| 3 급 선                                                                      | 경부 제2본선 (가산디지털단지-수원) |           |           |           | 75         | 85         | 95          | 105         | 110         |             |       |            |
| 3 급 선                                                                      | 경부 제2본선 (수원-천안) |           |           |           | 90         | 100        | 110         | 115         | 120         |             |       |            |
| 3 급 선                                                                      | 호남선 (서대전-강경) |           |           |           | 85         | 95         | 100         | 110         | 120         |             | 125   | 140        |
| 3 급 선                                                                      | 호남선 (강경-익산) |           |           |           | 85         | 95         | 100         | 110         | 125         |             | 130   | 140        |
| 3 급 선                                                                      | 대전선 (대전-서대전) |           |           |           | 85         | 95         | 100         | 110         | 120         |             |       |            |
| 3 급 선                                                                      | 전라선 (익산-신리, 동순천-여수) 중앙선, 대구선 |           | 65        | 70        | 80         | 90         | 95          | 105         | 110         |             |       |            |
| 3 급 선                                                                      | 경부 제2본선 (서울-구로) 경부 제3본선 (영등포-구로) 호남선 (대전조차장-서대전) 경인선, 경의선, 영동선 태백선, 경전선 경북선 (김천-점촌), 안산선 진해선, 미전삼각선, 광주선 | 55        | 60        | 65        | 75         | 85         | 90          | 100         |             |             |       |            |
| 3 급 선                                                                      | 충북선 |           | 65        | 70        | 85         | 95         | 100         | 110         | 120         |             |       |            |
| 3 급 선                                                                      | 장항선, 경춘선 구 동해남부선 (부산진-경주) | 50        | 60        | 70        | 80         | 90         | 100         |             |             |             |       |            |
| 3 급 선                                                                      | 경부 제3본선 (서울-용산) 광양제철선, 경원선, 천안직결선 | 55        | 60        | 65        | 70         | 75         | 80          |             |             |             |       |            |
| 3 급 선                                                                      | 과천선, 일산선, 분당기지선 | 50        | 55        | 65        | 75         | 85         | 90          | 100         |             |             |       |            |
| 3 급 선                                                                      | 경부 제2본선 (구로-가산디지털단지 및 구로고가선로) |           |           | 60        | 70         | 80         |             |             |             |             |       |            |
| 3 급 선                                                                      | 경부 제3본선 (구로-가산디지털단지 및 구로고가선로) 대불선 |           |           | 60        | 70         | 80         | 90          |             |             |             |       |            |
| 3 급 선                                                                      | 기타 선 | 50        | 55        | 60        | 65         | 70         | 75          |             |             |             |       |            |
| 4 급 선                                                                      | 군산선, 범일선, 묵호항역 광양항선, 옥구선 병점기지선 | 45        | 50        | 55        | 60         |            |             |             |             |             |       |            |

## 같이 보기
- 언더스티어와 오버스티어
- 드리프트 주행 - 자동차 주행 중 오버스티어 현상을 고의로 발생시켜 곡선 구간을 통과하는 운전 기술

## 참고 문헌
- 이재기; 최석근; 박경식; 정성혁 (2013). 《측량학2》. 형설출판사. ISBN 978-89-472-7337-4.